# ماليك إيفونا
ماليك إيفونا (بالفرنسية: Malick Evouna) (ولد في 28 نونبر 1992 في ليبرفيل) لاعب كرة قدم غابوني، يلعب في موقع مهاجم في صفوف نادي قونيا سبور التركي.

## سيرته
ماليك إيفونا ابن مدرسة تكوين نادي مركز مبيري بليبرفيل؛ جاور الفريق الأول للنادي منذ 2007، ومارس بصفوفه خمس سنوات قبل أن تتم إعارته لمدة موسم لنادي سي إف مونانا بمدينة مونانا والذي فاز رفقته بلقب بطولة دوري الغابون لموسم 2012-2013. وفي 2013، انتقل لنادي الوداد الرياضي المغربي، وفق عقد احترافي لخمس سنوات.
على المستوى الدولي، إيفونا لاعب في مستويات الشبان (5 مباريات) والأمل (6 مباريات) لمنتخب الغابون، وهو لاعب ضمن المنتخب الأول منذ 2013.
بعد التألق اللافت للاعب في الدورى المغربى 2015 وتصدره قائمة هدافين البطولة برصيد 16 هدفا وثلاثة اهداف أخرى في كأس المغرب انهالت على اللاعب العديد من العروض من اندية عديدة أبرزها الأهلي والزمالك المصريين واحد الفرق البولندية ولكن تم حسم انتقال اللاعب للاهلى المصري بعد صراع كبير في المنافسة على ضم اللاعب مع الغريم التقليدى الزمالك في صفقة أثارت الكثير من الجدل في الأوساط الرياضية المصرية والمغربية بسبب القيمة المرتفعة للصفقة والتي وصلت إلى ما يقرب من 2.5 مليون دولار أمريكي دفع الأهلي منها مليون ونصف دولار بينما تكفل بالمليون دولار رجال الأعمال الأهلاوية لانقاذ الصفقة من الضياع خاصة بعد المماطلة من جانب رئيس الوداد في بيع اللاعب لتحقيق استفادة مادية أكبر على الرغم من الرغبة الجامحة للاعب في الانتقال للقلعة الحمراء وارتداء القميص الاحمر وهو ما حسم الصفقة في النهاية ليخرج اللاعب بعدها ليعبر عن سعادته بالانتقال للنادى الأهلي المصري

## إحصائياته[1][2]
| المواسم   | النادي              | عدد الأهداف | عدد مرات الظهور |
| --------- | ------------------- | ----------- | --------------- |
| 2007-2012 | نادي مركز مبيري     | 87          | ..              |
| 2009-2010 | سي إف مونانا        | ..          | ..              |
| 2010-2012 | نادي الوداد الرياضي | 7           | 20              |

## ألقابه
| السنة | النادي       | اللقب               |
| ----- | ------------ | ------------------- |
| 2012  | سي إف مونانا | بطل الدوري الغابوني |

### أندية لعب لها
- نادي مركز مبيري2007
- سي إف مونانا2009
- نادي الوداد الرياضي2010
- النادي الأهلي (مصر)2015
- (نادي تياجين (الصين)2016